# Danger music
La Danger Music è una forma di musica sperimentale e performance art d'avanguardia fiorita tra la seconda metà del XX e XXI secolo. Si basa sul concetto che vede alcuni brani musicali capaci di ferire l'ascoltatore o l'esecutore, comprendendo che il brano in questione può o non può essere eseguito. Kyle Gann descrive nel suo libro Music Downtown: Writings from the Village Voice come la composizione di Takehisa Kosugi Music for a Revolution indirizza l'esecutore a "strappare uno dei tuoi occhi tra 5 anni e fare lo stesso con l'altro occhio 5 anni dopo". La Danger music viene spesso definita anche Anti-musica perché sembra ribellarsi al concetto stesso di musica. La Danger music è spesso strettamente associata alla scuola di composizione Fluxus, in particolare il lavoro di Dick Higgins che ha composto una serie di opere intitolate appunto Danger Music.

## Performance

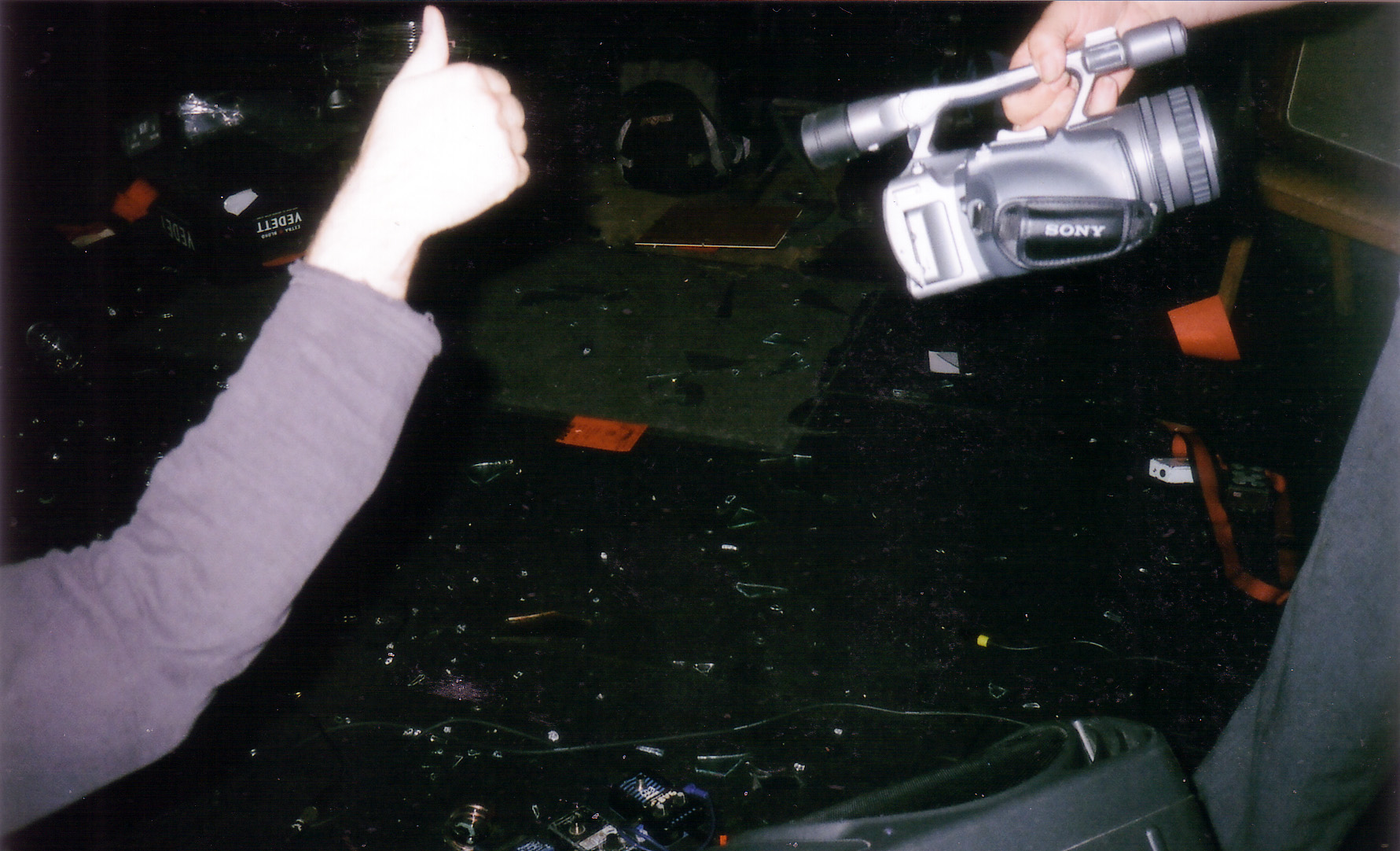
Vetri rotti ricoprono il palco dopo uno spettacolo del musicista noise australiano Justice Yeldham. Yeldham suona uno strumento di vetro, spesso frantumandolo durante gli spettacoli dal vivo e procurandosi ferite al viso.

Come per molte forme di concept music e performance art, i confini tra "musica", "arte", "teatro" e "protesta sociale" non sono sempre chiari o evidenti. Di conseguenza, la Danger music ha alcune cose in comune con le performance art di artisti come Mark Pauline e Chris Burden. Ad esempio, alcuni esempi estremi di danger music spingono gli artisti a usare suoni così forti da assordare i partecipanti, o chiedono agli artisti di lanciare mine a frammentazione nel pubblico.
Il progetto noise di Yamataka Eye (Boredoms; ex Naked City) Hanatarash è stato famoso per i suoi pericolosi spettacoli dal vivo, il più famoso è stato quando l'artista giapponese ha guidato un bulldozer attraverso il locale sul retro del palco. Ci sono state anche segnalazioni di membri del pubblico tenuti a compilare deroghe prima degli spettacoli per evitare che la band o il locale venissero citati in giudizio in caso di potenziali danni causati loro.
Altri brani implicano forme più simboliche di "pericolo", come Danger Music for Dick Higgins di Nam June Paik, che indirizza l'esecutore a "strisciare nella vagina di una balena vivente", o un pezzo può dirigere che il volume della musica aumenta costantemente, facendo temere agli spettatori che li farà defecare (l'ipotetica brown note), anche se potrebbe non raggiungere mai quel punto.